# Brunia noduliflora
Brunia noduliflora är en tvåhjärtbladig växtart som beskrevs av P Goldblatt och J. C. Manning. Brunia noduliflora ingår i släktet Brunia och familjen Bruniaceae. Inga underarter finns listade.